# 蛯原英里
蛯原 英里（えびはら えり、1979年10月3日 - ）は日本のセラピスト。肩書を「日本チャイルドボディケア協会ベビーマッサージ講師」と紹介することもある。

## 来歴
宮崎県宮崎郡佐土原町（現在の宮崎市）出身。宮崎市立那珂小学校、宮崎市立佐土原中学校、千葉県旭市にある旭中央病院附属看護専門学校を卒業した。

### 学生時代
小学校4年生のときに虫垂炎で入院して、家族と離れてひとりで過ごすのは初めてでとても不安な思いをした。看護師の対応を見て、素敵だなと思ったという。中学生で進路を考えたときに、ふとその経験を思い出し、看護師になりたいと意識するようになった。
中学校時代は、姉妹揃ってバスケ部に入部。
高校以降は、姉・友里とは違う学校へ通っている。
1998年、看護学校に入学し、寮生活を送る。
2001年、看護学校を卒業した。

### 入職後
国保旭中央病院の新生児特定集中治療室（NICU）で看護師として6年間勤務した。
2003年7月19日、旭市の「すてきな笑顔2003ミス七夕」（会場:東総文化会館）に出場し準ミスに選ばれる。8月6日、7日に行われた七夕市民まつりに参加した。
2004年7月18日、佐土原町で婚姻届を提出した。付き合って5年で結婚した。夫は千葉県出身で4歳年上である。婚姻届を提出した日以外に結婚式を挙げた日も記念日として毎回お祝いをしている。

### 転職後
その後アパレル業界「サマンサタバサ」の子会社「株式会社バーンデストジャパンリミテッド」のプレスに転職するが、「ママと赤ちゃんの近くで何かしたい」という想いからベビーマッサージについて学ぶ。
2011年、スキンシップコミュニケーション協会/ベビーマッサージ資格・アプリケアカレッジ協会/ベビーヨガインストラクター資格を取得した。
2012年、社団法人 国際ホリスティックセラピー協会チャイルドボディセラピストインストラクター資格取得。同年、ena AMICE（エナ・アミーチェ)を開業し、チャイルド・ボディ・セラピストとして活動する。
2014年3月3日、第1子妊娠をブログで報告した。8月6日、2678gの女児を出産した。
2015年、日本チャイルドボディケア協会を設立した。
2018年4月24日、第2子妊娠をブログで報告した。
9月19日、3298gの男児を出産した。

## 人物
姉は蛯原友里で、双子（一卵性双生児）として誕生する。
家族構成は両親と姉、2歳年下の弟がいる。

### エピソード
- 双子の姉妹でも性格が違っていたようである。「私（蛯原友里）は活発だが、妹（蛯原英里）はホワっとしていて、男の子が妹にプレゼントを持って来ていた。妹から振られて私に来たことがある。このようなことは小学校からあった。恋の話はあまりしなかった」と友里がテレビ番組で明かしている[21]。
- 看護学校時代に他校と合同の運動会があり、バスケットボールの対抗試合のために体育館で練習をしていた時に出会ったのが今の夫である[4]。夫は体育館で社会人バスケをしていて、教えて貰ったのがきっかけで5年付き合って結婚をした[4]。

## 出演

### テレビ
- 『めざましテレビ』（2009年6月17日、フジテレビ系列）
- 『アッコにおまかせ!』（2009年6月21日、TBS系列）
- 『スペシャルギフト』（2009年12月11日、日本テレビ系列）
- 『5LDK』（2010年3月11日、フジテレビ系列）
- 『読モ!』（2011年2月27日、日本テレビ系列）
- 『買物大図鑑』（2011年4月4日、TBS系列）
- 『スター☆ドラフト会議』（2013年、日本テレビ系列） - 蛯原友里と共演
- 『行列のできる法律相談所』（2013年2月10日、日本テレビ系列） - 蛯原友里と共演

### CM
- 株式会社生活総合サービス『ていねい通販 すっぽん小町』[22]

### 新聞
- 『日刊スポーツ』（2013年1月21日） - 蛯原友里と共演

### 雑誌
- 『MISS 7月号』（2012年5月、世界文化社）
- 『Baby-mo 11・12合併号』（2012年11月、主婦の友社）
- 『GISELe 12月号』（2012年12月、主婦の友社）
- 『saita』（2012年9月-、セブン&アイ出版）
- 『AneCan』（2012年7月-、小学館）

### その他
- ママフェス2012実行委員会 - 『mama fes 2012 autumn』（2012年10月6日、東京ミッドタウン） - トークショー
- 三井不動産 - 『三井のすまい　LOOPライフフェスタ』（2012年11月24日、ららぽーと柏の葉） - 『ふれあいの大切さ』についてのトークショー
- 三井不動産 - 『三井のすまいLOOP』（2012年12月19日、ららぽーと豊洲） - 「親子のふれあいの大切さ」についてのトークショー
- 野村不動産 - 『PROUD BOX 感謝祭』（2013年2月10日、東京国際フォーラム） - 「ふれ愛のチカラ」についてのトークイベント

## 補足
1. ↑  “蛯原友里の双子妹・英里さん　４３歳、キュート美貌の最新姿　２児とじゃれあうホワイトデー”. デイリースポーツ online (株式会社デイリースポーツ). (2023年3月17日) 2023年3月17日閲覧。
2. 1 2 3   “誰だって波乱爆笑　2018年11月18日(日)放送”. 価格.com テレビ紹介情報.   株式会社カカクコム (2018年11月18日). 2021年7月9日閲覧。
3. ↑  “がんばれ看護学生！【応援インタビュー】蛯原英里さん”.   株式会社メディックメディア (2017年1月6日). 2020年3月29日閲覧。
4. 1 2 3 4  “第8回 ここまで理解して、支えてくれる人は他にいない”. mama・sta select (株式会社インタースペース). (2014年6月14日) 2020年3月17日閲覧。
5. ↑  “ママもパパも「今、いい表情してますよ！」蛯原英里さんが伝える「ふれあい」の本質”.   株式会社マイナビ (2019年10月28日). 2020年3月29日閲覧。
6. ↑  “千葉県の魅力がぎっしり「ちばI・CHI・BA（ちばいちば）」東京KITTEに期間限定でオープン─終了しました”.   一般財団法人日本ファッション協会 (2016年11月18日). 2020年3月29日閲覧。
7. ↑  広報あさひ　2003年8月1日号　表紙に掲載
8. ↑  “12年｜蛯原英里オフィシャルブログ”.   Ameba (2016年7月18日). 2020年3月18日閲覧。
9. ↑  “第2の故郷｜蛯原英里オフィシャルブログ”.   Ameba (2014年7月21日). 2020年3月18日閲覧。
10. ↑  “誕生日は♡｜蛯原英里オフィシャルブログ”.   Ameba (2019年10月4日). 2020年3月18日閲覧。
11. ↑  “結婚式記念日｜蛯原英里オフィシャルブログ”.   Ameba (2019年1月24日). 2020年3月18日閲覧。
12. ↑  “蛯原英里さんインタビュー【1】NICU看護師からベビーマッサージへ。”.   看護roo!（株式会社クイック） (2013年5月5日). 2020年3月18日閲覧。
13. ↑  2013年1月9日 - ena AMICE 蛯原英里ブログ『♡ お礼 ♡』
14. ↑  2012年3月25日 - IWC主催 『「子どもの未来をつくるプラットフォーム」』
15. ↑  2013年1月21日 - 日刊スポーツ『エビちゃんの妹蛯原英里さん』
16. ↑   “ご報告｜蛯原英里オフィシャルブログ”.   Ameba (2014年8月7日). 2020年3月18日閲覧。
17. ↑  “エビちゃんの双子の妹　協会立ち上げ「日本中に幸せの輪を広めていきたい」”.  スポニチ (2015年7月10日). 2015年7月10日閲覧。
18. ↑  “ご報告｜蛯原英里オフィシャルブログ”.   Ameba (2018年4月24日). 2020年3月18日閲覧。
19. ↑  “ご報告｜蛯原英里オフィシャルブログ”.   Ameba (2018年9月21日). 2020年3月18日閲覧。
20. ↑  “ありがとうございます｜蛯原英里オフィシャルブログ”.   Ameba (2018年9月23日). 2020年3月18日閲覧。
21. ↑  “蛯原友里、双子の妹にフラれた男子が自分に告白「またか…」”. Smart FLASH (株式会社光文社). (2018年11月21日) 2020年3月17日閲覧。
22. ↑  すっぽん小町